# Епархия Печа
Епархия Печа (венг. Pécsi Egyházmegye, лат. Dioecesis Quinque Ecclesiensis) — католическая епархия латинского обряда в Венгрии с центром в городе Печ. Входит в состав митрополии Калоча-Кечкемет.
Епархия основана в начале XI века в период христианизации Венгрии. Латинское название епархии лат. Dioecesis Quinque Ecclesiensis, буквально «епархия Пяти Церквей» восходит к старинному имени Печа — «Пять церквей».
По данным на 2004 год в епархии насчитывалось 401 000 католика (64,6 % населения), 132 священника и 206 приходов. Кафедральным собором епархии является собор Святых Апостолов Петра и Павла в Пече, имеющий статус малой базилики. С 2020 года епархию возглавляет епископ Ласло Фелфёльди.

## Ординарии
- Иожеф Кирай (József Király) — (1808—1825);
- Игнац Сепеши де Недьеш (Ignác Szepesy de Négyes) — (1828—1838);
- Янош Щитовский (János Scitovszky) — (1839—1849);
- Дьёрдь Гирк (György Girk) — (1853—1868);
- Жигмонд Ковач (Zsigmond Kovács) — (1869—1877);
- Нандор Дулански (Nándor Dulánszky) — (1877—1896);
- Самуэль Хетьеи де Эадем (Sámuel Hetyey de Eadem) — (1897—1903);
- Дьюла Зици (Gyula Zichy) — (1905—1925);
- Ференц Вираг (Ferenc Virág) — (1926—1958);
- Ференц Рогач (Ferenc Rogacs) — (1958—1961);
- Йожеф Черхати (József Cserháti) — (1969—1989);
- Михай Майер (Mihály Mayer) — (1989—2011);
- Дьёрдь Удварди (György Udvardy) — (2011—2019);
- Ласло Фелфёльди (László Felföldi) — (2020 — по настоящее время).